# Hennie Meijer
Henny Ingemar Meijer (* 17. února 1962) je bývalý nizozemský fotbalový útočník a reprezentant. Mimo Nizozemsko působil na klubové úrovni v Japonsku.

## Klubová kariéra
V dresu Tokyo Verdy vstřelil vůbec první gól v japonské profesionální fotbalové soutěži zvané J.League. Bylo to v 19. minutě zápasu proti Yokohamě F. Marinos.

## Reprezentační kariéra
Hennie Meijer odehrál za nizozemský národní tým pouze 1 přátelské reprezentační utkání, 9. září 1987 v Rotterdamu proti Belgii (remíza 0:0).